# Welislawa Dimitrowa
Welislawa Dimitrowa (bulgarisch Велислава Димитрова; * 10. Oktober 1993 in Stara Sagora) ist eine bulgarische Fußballnationalspielerin.

## Karriere

### Verein
Dimitrowa begann ihre Karriere in der Jugend des PSV Grün-Weiß Hildesheim. Im Sommer 2013 verließ sie die Reserve des VfL Wolfsburg und wechselte zum Magdeburger FFC. In Magdeburg kam sie meist als Einwechselspielerin zum Zuge. Im Sommer 2014 schloss sie sich dem BV Cloppenburg an. Sie spielte mit dem Klub in der 2. Bundesliga Nord und wurde zumeist in der letzten Viertelstunde eingewechselt. Nach zwei Spielzeiten wechselte sie sich im Sommer 2016 dem SV Meppen an. Dort spielt sie seit 2017 in der zweiten Mannschaft in der Regionalliga Nord.

### Nationalmannschaft
Dimitrowa ist ehemalige A-Nationalspielerin für die Bulgarische Fußballnationalmannschaft der Frauen.